# Helge Cardell
Helge Oskar Cardell, född 13 mars 1902 i Malmö, död 18 oktober 1972 i Malmö, var en svensk konstnär.
Han var son till tjänstemannen Oskar Cardell och hans hustru Ida och från 1930 gift med Greta Johansson. Cardell arbetade först inom skinn- och läderbranschen. Han började måla 1920 och studerade vid Skånska målarskolan i Malmö 1928–1930 och under resor till Nederländerna, England, Tyskland och Frankrike. Han  medverkade sedan 1931 i Skånes konstförenings utställningar och med Göteborgs konstförening samt Sveriges allmänna konstförening. Separat ställde han ut i Malmö och på Galleri Gummeson i Stockholm. Tillsammans med Sigfrid Bengtsson, Jonas Fröding och Thure Thörn ställde man ut i Malmö 1950. Hans konst består av interiörer och landskap. Cardell är representerad vid Västerås konstmuseum, Ystads konstmuseum och Halmstads museum. Makarna Cardell är begravda på Limhamns kyrkogård i Malmö.